# Народний художник Азербайджану
«Народний художник Азербайджану» (азерб. Xalq rəssamı) — почесне звання Азербайджанської Республіки, що присвоюється за особливі заслуги в розвитку азербайджанської культури.

## Присвоєння
Президент Азербайджанської Республіки присвоює почесне звання за особистою ініціативою, а також за пропозицією Національних зборів і Кабінету міністрів.
Почесне звання присвоюється лише громадянам Азербайджанської Республіки. Згідно з указом почесне звання «Народний художник Азербайджану» не може бути повторно присвоєно одній і тій самій особі.
Відзначена почесним званням особа може бути позбавлена почесного звання у разі:
1. засудження за тяжкий злочин;
2. вчинення проступку, що заплямував почесне звання

## Указ про заснування
Почесне звання «Народний художник Азербайджану» було засновано указом Президента Азербайджанської Республіки від 22 травня 1998 року поряд з деякими іншими званнями:
|  | Почесне звання «Народний художник» присвоюється удостоєним раніше почесного звання заслуженого художника живописцям, скульпторам, графіками, художникам декоративно-прикладного мистецтва за виключно глибокоідейну і високу, з художньої точки зору, майстерність, створення видатних творів мистецтва, за видатні заслуги в розвитку азербайджанського образотворчого мистецтва, підготовці і вихованні кадрів. |

## Опис
Особи, удостоєні почесного звання «Народний художник Азербайджану» Азербайджанської Республіки також отримують посвідчення і нагрудний знак почесного звання Азербайджанської Республіки. Нагрудний знак почесного звання повинен носитися на правій стороні грудей.

## Народні художники Азербайджанської Республіки
*Список не відображає всіх людей, що мають звання «Народний художник Азербайджану»
- Ельбек Рзакулієв
- Надир Гасимов
- Тофіг Агабабаєв[3]
- Давуд Кязимов[ru]
- Рафіг Мехтієв
- Гюллен Мустафаєва
- Назим Беккішиєв
- Октай Садихзаде
- Тльджан Шамілов
- Таги Тагієв[ru]
- Октай Шихалієв[ru]
- Ханлар Азмедов
- Кяміль Ханларов[ru]
- Маїс Агабеков
- Мамедага Гусейнов
- Рафіз Ісмаїлов
- Камал Алекперов
- Алтай Гаджиєв
- Фархад Халілов
- Аріф Гусейнов
- Агали Ібрагімов
- Асаф Джафаров[ru]
- Фазіль Наджафов[ru]
- Салхаб Мамедов
- Тогрул Наріманбеков
- Мірнадір Зейналов
- Фуад Салаєв[ru]
- Ельдар Мікаїлзаде[4]
- Акіф Аскеров
- Аріф Азізов
- Ашраф Гейбатов
- Аріф Газієв
- Сакіт Мамедов
- Сірус Мірзазаде